# Baia di Maputo
La baia di Maputo (in lingua portoghese baía de Maputo), e precedentemente baia di Delagoa, baía da Lagoa (in portoghese) è una insenatura dell'oceano Indiano sulla costa del Mozambico, tra 25° 40' e 26° 20' latitudine sud, con una lunghezza da nord a sud di oltre 90 km di lunghezza e larga 32 km.
Nonostante una barriera all'ingresso della baia e una serie di secche all'interno, la baia di Maputo forma un porto importante, accessibile alle grandi navi in tutte le stagioni dell'anno. La campagna circostante è bassa e molto insalubre, ma l'isola di Inyak ha una altezza di 73 m, e viene usata come un sanatorio. Un fiume profondo da 3,7 a 5.5 m di profondità, noto come Manhissa o Komati, entra nella baia alla sua estremità settentrionale; diversi corsi d'acqua più piccoli, il Matola (da nord), l'Umbeluzi (da ovest), e il Tembe (da sud), dai monti Lebombo, convergono verso il centro della baia alla foce ad estuario chiamata dai portoghesi del Espírito Santo, ma generalmente conosciuto come il fiume inglese e il Maputo, che ha le sue sorgenti nei monti dei Draghi, sfocia nel sud della baia, come fa anche il fiume Umfusi. Questi fiumi sono i luoghi di ritrovo dell'ippopotamo e del coccodrillo.

## Storia
La baia fu scoperta dal navigatore portoghese António de Campo, uno dei capitani di Vasco da Gama, nel 1502. Nel 1544 l'esploratore commerciante Lourenço Marques ha esplorato il corso superiore degli estuari che si congiungono nella baia. Successivamente re Giovanni III ordinò che la baia fosse denominata "baia de Lourenço Marques". Lourenço Marques si ritiene abbia chiamato la baia "baía da Lagoa" (portoghese: "baia della laguna"). In inglese il portoghese "baia de Lagoa" poi fu tradotto e leggermente trasformato in "baia di Delagoa" ("Delagoa Bay").
Nel 1720 la Compagnia olandese delle Indie orientali costruì un forte e una fabbrica coloniale chiamato Lijdzaamheid (Lydsaamheid) sul sito di Lourenço Marques (oggi Maputo), governata dall'aprile 1721 da un Opperhoofd (capo fattoria), sotto l'autorità della Colonia del Capo olandese, interrotta dall'occupazione del pirata Taylor da aprile 1722 al 28 agosto 1722; nel dicembre del 1730 l'insediamento fu abbandonato.
Più tardi, nel 1778, nella baia di Maputo attraccò una flotta della Compagnia austriaca delle Indie Orientali comandata dal colonnello William Bolts (ex membro della Compagnia britannica delle Indie orientali, ora al servizio della Corona austriaca), i coloni si insediarono nell'ex fortezza olandese costruendo un'importante base del commercio di Avorio in Africa. Intorno al 1781 l'avamposto austriaco venne colpito dalla Malaria e i superstiti furono costretti a fuggire, lasciando campo libero alla colonizzazione portoghese.
I portoghesi insediarono - ad intermittenza - stazioni commerciali attorno all'estuario dell'Espírito Santo. Queste stazioni erano protette da piccoli forti, di solito incapaci tuttavia di sopportare attacchi da parte dei nativi.
Nel 1823 il capitano (in seguito vice-ammiraglio) W. F. W. Owen, della Royal Navy, scoprendo che i portoghesi non esercitavano alcuna giurisdizione a sud dell'insediamento di Lourenço Marques, hanno concluso trattati di concessione con capi nativi, issato la bandiera britannica e impossessandosi del territorio a sud del fiume inglese (estuario dell'Espírito Santo); ma quando ha esplorato successivamente la baia nel 1824 ha scoperto che i portoghesi, ignorando i trattati britannici, avevano concluso altri trattati con i nativi e avevano cercato (senza successo) di prendere possesso militare del paese. Il capitano Owen innalzò nuovamente la bandiera britannica, ma la sovranità e il governo rimasero indecisi fino a che le rivendicazioni della Repubblica del Transvaal hanno reso urgente una soluzione della questione. 
Nel frattempo la Gran Bretagna non aveva preso iniziative per esercitare l'autorità sul posto, mentre le devastazioni degli Zulu hanno confinato l'autorità portoghese ai limiti dei loro forti. Nel 1835 i Boeri, sotto un capo chiamato Orich, avevano tentato di formare un insediamento sulla baia, che è lo sbocco naturale per il Transvaal; e nel 1868 il presidente del Transvaal, Marthinus Pretorius, ha rivendicato i territori su ciascun lato del fiume Maputo fino al mare. L'anno seguente, tuttavia, il Transvaal riconobbe la sovranità del Portogallo sulla baia.
Nel 1861 il capitano della Marina Bickford, aveva dichiarato le isole Inhaca e Elephant territorio britannico; un atto che era contro le autorità di Lisbona. Nel 1872 la controversia tra la Gran Bretagna e il Portogallo è stata sottoposta all'arbitrato di Adolphe Thiers, il presidente francese; e il 19 aprile 1875 il suo successore, il maresciallo MacMahon, si pronunciò a favore dei portoghesi. 
Era stato precedentemente concordato con la Gran Bretagna e il Portogallo che il diritto di prelazione sulla baia in caso di vendita o cessione doveva essere dato al ricorrente soccombente. L'autorità portoghese sopra i territori dell'interno venne stabilita qualche tempo dopo l'aggiudicazione di MacMahon. Formalmente il territorio a sud del fiume Manhissa fu ceduta loro da Umzila, il capo dei Matshangana, nel 1861. Per onorare questa decisione ancora oggi una delle birre fermentate a Maputo si chiama "MacMahon" o "2M" (portoghese: "Dois M" - doppio malto). Anche il luogo della stazione ferroviaria di Maputo, ha ottenuto il nome di "Praça MacMahon" (Piazza MacMahon). Dopo l'indipendenza del Mozambico dal Portogallo ha avuto un nuovo nome.
Nel 1889 sorse un'altra controversia tra il Portogallo e la Gran Bretagna in conseguenza del sequestro da parte dei portoghesi della ferrovia che va dalla baia fino al Transvaal. Questa controversia è stata sottoposta ad arbitrato, e nel 1900 il Portogallo è stato condannato a pagare circa un milione di sterline a titolo di compensazione per gli azionisti della società ferroviaria.